# Perwira (Tanjung Balai Selatan)
Perwira is een bestuurslaag in het regentschap Tanjung Balai van de provincie Noord-Sumatra, Indonesië. Perwira telt 2491 inwoners (volkstelling 2010).